# Hieracium homophyllum
Hieracium homophyllum es una especie de planta con flor del género Hieracium, de la familia Asteraceae, orden Asterales.

## Distribución
Hieracium homophyllum se distribuye por Dinamarca.

## Taxonomía
Fue descrita científicamente por Wiinst.
Tratamiento taxonómico
La especie aparece registrada y publicada en Dansk Bot. Ark.